# (16243) Rosenbauer
(16243) Rosenbauer est un astéroïde de la ceinture principale.

## Description
(16243) Rosenbauer est un astéroïde de la ceinture principale. Il fut découvert le 4 avril 2000 à la station Anderson Mesa par le programme LONEOS. Il présente une orbite caractérisée par un demi-grand axe de 3,15 UA, une excentricité de 0,20 et une inclinaison de 17,6° par rapport à l'écliptique.

## Compléments